# Copa (Einheit)
Die Copa war ein spanisches Volumenmaß und bedeutet im Spanischen Glas.
- 1 Copa = 0,126 Liter

Die Maßkette war:
- Wein im Königreich Spanien: 1 Arroba = 4 Cuartillas = 8 Azumbres = 32 Cuartillos = 128 Copas = 16,133 Liter[1]
- Flüssigkeiten in Kuba: 1 Arroba = 4 Cuartillas = 8 Azumbres = 32 Cuartillos = 128 Copas = 15,5 Liter[1]